# Hong Kong Chiu Chau Overseas Public Welfare Advancement Association Ltd.
Hong Kong Chiu Chau Overseas Public Welfare Advancement Association Ltd. is een liefdadigheidsorganisatie van daoïstische Chaozhounezen in Hongkong. De organisatie beheert de daoïstische tempel Suen Dou Goon (玄都觀).
Sinds 1972 bestaat de vereniging. Ze proberen mensen kennis te laten maken met de Chaozhounese cultuur en het daoïsme. Het organiseert lessen in Chaozhounese muziek, Chaozhounese gong- en trommelmuziek en andere vormen van Chaozhounese cultuur. De vereniging organiseert ook vele religieuze rituelen, zoals taipingqingjiao en de jaarlijkse Ullambanavieringen. Het verenigingsbestuur bestaat vrijwel uit alleen mannen.
Het verenigingskantoor en tempel zijn te vinden in Chai Wan, Eastern District, Hongkong-eiland.